# Pferdeegel
Der Pferdeegel (Haemopis sanguisuga) ist eine Art aus der Unterklasse der Egel (Hirudinea) und gehört zu den Kieferegeln (Gnathobdelliformes).

## Merkmale
Die Art weist oftmals eine Länge von mehr als zehn Zentimetern (gestreckt bis zu 15 cm) auf und wird damit ähnlich groß wie der Medizinische Blutegel (Hirudo medicinalis), mit dem sie oft verwechselt wird. Am Kopfvorder- und -seitenrand befinden sich fünf Augenpaare. Die Färbung der Oberseite ist bräunlich – manchmal mit dunkleren Flecken – oder schwärzlich; rote Längsstreifen fehlen. Die Unterseite ist gelbgrau bis grün gefärbt, unregelmäßig dunkel gefleckt und nur bisweilen durch gelbliche Seitenbänder begrenzt. Die Anzahl der sichtbaren Querringel entspricht – wie bei anderen Egeln auch – nicht der Anzahl der Segmente, aus denen sich der Körper zusammensetzt (33), sondern sie sind wesentlich zahlreicher.

## Vorkommen und Lebensweise

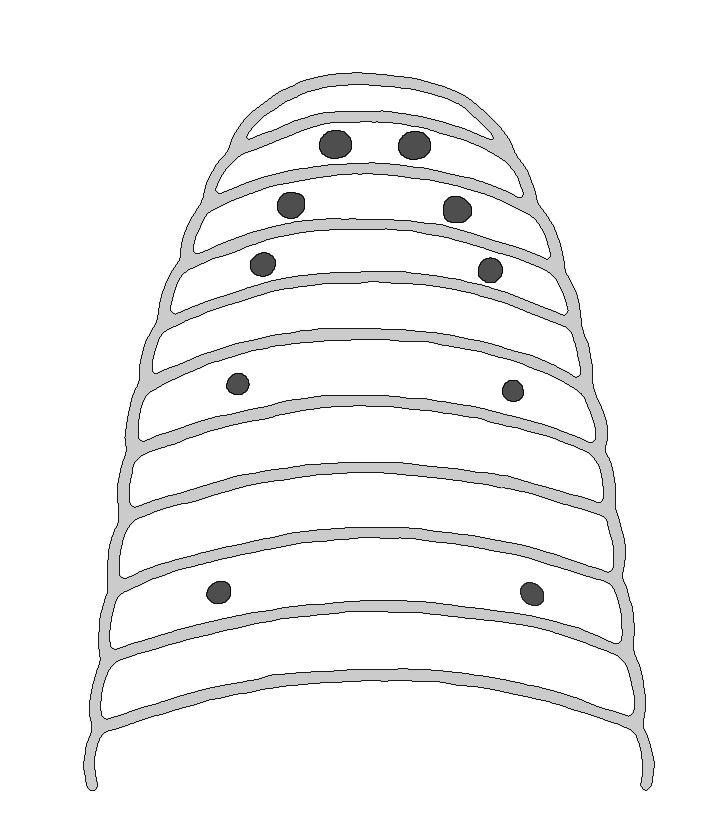
Stellung der fünf Augenpaare am Kopf

Lebensraum des Pferdeegels sind stehende sowie langsam fließende Gewässer. Die Art kommt in ganz Europa sowie in Nordafrika vor. Sie saugt kein Blut, hierfür ist die Bezahnung des Kiefers (zwei Reihen von je 14 Zähnchen) zu schwach. Stattdessen ernährt sich der Pferdeegel von verschiedenen Wassertieren, die er verschlingt. Zum Beutespektrum zählen etwa Insektenlarven, Würmer, Fischbrut sowie Laich und Larven von Amphibien. Zwischen den Mahlzeiten können lange Phasen ohne Nahrungsaufnahme überdauert werden.
Die Tiere bewegen sich sowohl kriechend fort – unter Zuhilfenahme ihrer beiden Saugnäpfe an den Körperenden – als auch frei schwimmend mit Schlängelbewegungen. Manchmal verlassen Pferdeegel das Gewässer. In feuchter Erde in Ufernähe werden Eikokons abgelegt. Diese sind bis zu einem Zentimeter groß.

## Namensgebung
Sowohl der deutschsprachige als auch der aus dem Griechischen und Lateinischen abgeleitete wissenschaftliche Name sind irreführend. Haemopis sanguisuga bedeutet so viel wie „blutgieriger Blutsauger“, obwohl die Art nicht zu den ektoparasitischen, blutsaugenden Egeln gehört. Die Bezeichnung „Pferdeegel“ beruht auf einer Verwechslung mit dem im Mittelmeerraum beheimateten Rossegel (Limnatis nilotica). Dieser kann an Viehtränken in die Nasenhöhlen, den Rachen und die Speiseröhre von Rindern, Pferden etc. eindringen und sich dort festsetzen.

## Belege
- Wolfgang Engelhardt: Was lebt in Tümpel, Bach und Weiher? Kosmos-Franckh, Stuttgart 1986 (12. Aufl.), S. 122ff. ISBN 3-440-05444-6
- Herbert W. Ludwig: Tiere und Pflanzen unserer Gewässer. BLV Verlagsgesellschaft, München 2003, S. 144. ISBN 3-405-16487-7
- Peter Rietschel (Bearb.): Gliederwürmer. Kap. 12 in: Grzimeks Tierleben, Bd. 1: Niedere Tiere. Lizenzausgabe im dtv, München 1979, S. 385f. ISBN 3-423-03203-0
- Lexikon der Biologie. Bd. 4, Herder-Verlag, Freiburg 1985, S. 151. ISBN 3-451-19644-1